# Ritter aus Leidenschaft
Ritter aus Leidenschaft (Originaltitel: A Knight’s Tale) ist eine Filmkomödie des US-amerikanischen Regisseurs Brian Helgeland, die im Jahr 2001 in Prag gedreht wurde. Der englische Titel ist den Canterbury Tales von Geoffrey Chaucer entnommen, hat aber nichts mit der Erzählung gemein. Heath Ledgers im Film angenommener Name Sir Ulrich von Liechtenstein aus Gelderland ist der des Steiermärkischen Minnesängers Ulrich von Liechtenstein (um 1200–1275), der in seinem Buch Frauendienst das Leben des wandernden Ritters verherrlichte.

## Handlung

### Handlungsbeschreibung
Um 1360 in England: Der junge William Thatcher träumt davon, eines Tages ein Ritter zu werden. Sein Vater, ein armer Dachdecker aus London, gibt ihn daher in die Obhut von Sir Hector, einem Turnierkämpfer, um dort Knappe zu werden, und gibt ihm den Rat, immer daran zu glauben, dass ein Mann sein Schicksal verändern könne.
Sir Hector lebt von den Gewinnen aus Wettkämpfen im Tjost. Nur der Adel darf an diesen Ritterspielen teilnehmen. Zwölf Jahre nachdem William bei Hector anheuerte, verstirbt dieser während eines Turniers in Frankreich. William entschließt sich, trotz seiner niederen Herkunft die Rolle des Ritters zu übernehmen und mit Hectors Pferd und Rüstung das Turnier in dessen Namen zu beenden. William gewinnt das Turnier, und mittels dieses Erfolgs kann er Hectors andere Gehilfen – Wat und Roland – überzeugen, auch zukünftig an Wettkämpfen teilzunehmen.
Sich bei weiteren Turnieren als Teilnehmer anzumelden gelingt William aber erst mit Hilfe des mittellosen, noch unbekannten Schriftstellers und Dichters Geoffrey Chaucer, den William, Wat und Roland auf dem Weg zum Turnier in Rouen kennenlernen und der die notwendigen Adelsbriefe fälschen kann. William nimmt die Identität von „Sir Ulrich von Liechtenstein“ aus Gelderland an. Geoffrey übernimmt die Rolle eines Herolds, der seinen Herrn Ulrich vor den Wettkämpfen dem Publikum ankündigt. Wat und Roland treten als Knappen Sir Ulrichs auf.
In Rouen begegnet er der Hofdame Lady Jocelyn und verliebt sich in sie, und auch sie scheint Gefallen an ihm zu finden. Graf Adhemar von Anjou, ebenfalls Turnierteilnehmer und größter Konkurrent Williams, macht Lady Jocelyn jedoch auch den Hof und spottet über Williams Kampfstil und alte Rüstung. William tritt gegen Sir Colville an, ohne zu wissen, dass es sich dabei um Prinz Edward handelt, der unter dieser Identität jeweils inkognito an Ritterspielen teilnimmt. Colville wird verletzt. William ermöglicht ihm einen ehrenvollen Rückzug vom Turnier und erwirbt sich so Colvilles Anerkennung.
Sir Hectors alte Rüstung wird bei einem Wettkampf stark beschädigt. William lässt sich von der Schmiedin Kate überzeugen, einen von ihr entworfenen, leichteren aber gleichzeitig stabileren Harnisch aus gehärtetem Stahl zu tragen. Zum Schluss des Turniers in Rouen verliert William gegen Adhemar, der noch nie eine Niederlage erlitten hat.
Die Schmiedin Kate wird in die Gruppe um William aufgenommen, nachdem sie William für das Turnierbankett das Tanzen beigebracht hat. Auf diesem Bankett versucht Adhemar, William bloßzustellen (er scheint zu ahnen, dass William kein Ritter ist), Jocelyn zeigt aber, dass sie auf Williams Seite steht. In Lagny-sur-Marne treffen William, Jocelyn und Adhemar erneut zusammen. Adhemar muss im Tjost gegen Sir Colville antreten und zieht zurück, als er erkennt, dass Colville der Königssohn Edward ist. William dagegen tritt trotz des Wissens um dessen wahre Identität gegen Edward an, und dieser rechnet es William hoch an, nicht einfach zurückgezogen zu haben. William gewinnt das Turnier, ist aber frustriert, dass er Adhemar nicht gegenüberstehen konnte, und streitet sich aus Frust mit Jocelyn.
Die Gruppe zieht weiter nach Bordeaux. Jocelyn ist nicht mehr unter den Zuschauern. Auch Adhemar fehlt, da er von Prinz Edward an die Front des Hundertjährigen Kriegs gerufen wurde. William gewinnt das Turnier in Bordeaux und die Turniere des folgenden Monats und wird zum erfolgreichsten Turnierkämpfer der Saison. Schließlich lädt er Jocelyn brieflich zum Turnier in Paris ein. Jocelyn verlangt von William, er solle das Turnier verlieren, um ihr seine Liebe zu beweisen. William verliert daraufhin die ersten Tjost-Partien. Jocelyn erkennt seine Gefühle an und gibt William den Auftrag, das Turnier für sie zu gewinnen. William siegt, Jocelyn und er werden nun ein Paar. Jocelyn ahnt, dass William kein Ritter ist, was für sie jedoch nicht von Belang ist.
Am großen Turnier in London ist auch Adhemar wieder beteiligt. Vor dem Turnierstart beobachtet er, wie William im Armenviertel seinen (inzwischen erblindeten) Vater besucht, und verrät Williams niedere Herkunft an die Turnierleitung. Jocelyn und Williams Freunde wollen mit William fliehen, doch dieser weigert sich – Ritter würden nicht weglaufen. So wird er verhaftet und an den Pranger gestellt, da er als Nichtadliger an den dem Adel vorbehaltenen Turnieren teilgenommen hat. Prinz Edward taucht auf und befreit William aus dem Schandpranger. Beeindruckt davon, dass William nicht vor der drohenden Verhaftung geflohen ist, und in Anerkennung des ritterlichen Verhaltens Williams während der Turniere, schlägt Edward William zum Ritter.
Daraufhin nimmt William am Turnier teil und trifft auf Adhemar. Dieser verwendet unerlaubterweise angespitzte Lanzen beim Tjost und verletzt William. Doch beflügelt davon, zum ersten Mal als echter Ritter unter seinem eigenen Namen zu reiten, und mit der Unterstützung Jocelyns, seiner Freunde und seines Vaters kann William Adhemar trotz seiner Verletzung vom Pferd stoßen und wird Turniersieger. Er hat es somit schließlich geschafft, sein Schicksal zu verändern und sich den ersehnten gesellschaftlichen Aufstieg und ein ungestörtes Leben mit Jocelyn zu sichern.

### Struktur der Handlung
- Exposition: An den ersten zwei Turnieren (unbekannter Ort und Rouen) werden alle Figuren vorgestellt, und der Konflikt zwischen William und Adhemar zeichnet sich ab. Mehrere Nebenhandlungen entwickeln sich: Schmiedin Kate wird in die Gruppe um William aufgenommen. Geoffrey muss von William von seinen Spielschulden freigekauft werden und steht danach treu zu William. Zwischen Wat und Geoffrey kommt es jedoch zu Rangeleien.
- Entwicklung: An den Turnieren in Lagny-sur-Marne, Bordeaux und Paris und bis zur Ankunft in London erreicht der Konflikt zwischen Adhemar und William seinen Höhepunkt. In einer Nebenhandlung wetten Geoffrey, Wat, Roland und Kate mit ein paar Franzosen um den Sieg Williams in Paris und gewinnen.
- Lösung: Am Turnier in London schlägt William Adhemar. Auch Geoffrey und Wat beenden ihre Streitereien.

### Ort
Der Film spielt in Frankreich und England. Folgende namentlich genannten Turnierorte werden der Reihe nach besucht, die Namen der Orte werden im Film eingeblendet:
- Frankreich: Rouen, Lagny-sur-Marne, Bordeaux, Paris
- England: London

Alle genannten bzw. identifizierbaren Orte gibt es tatsächlich.

## Zum Inhalt

### Figurencharakterisierung
- (Sir) William Thatcher (Heath Ledger): Sohn des Dachdeckers John Thatcher, arbeitet erst als Knappe bei Sir Hector, nimmt als „Sir Ulrich von Liechtenstein aus Gelderland“ an Turnieren teil, verliebt in Lady Jocelyn, will seine gesellschaftliche Position verbessern, geht dabei mutig, entschlossen und leidenschaftlich vor, kann seine Freunde immer wieder motivieren, gegenüber Jocelyn ist er teilweise brüsk und unbeholfen, fühlt sich im gehobenen gesellschaftlichen Umfeld manchmal unwohl
- Adhemar (Rufus Sewell): Graf von Anjou, Teilnehmer an Tjost-Turnieren, Anführer der Freischärler, ehrgeizig, hart, gnadenlos, arrogant, verteidigt die klare Trennung von Rittern und einfachem Volk, sieht Männer als den Frauen überlegen an und sammelt Frauen wie Trophäen, plündert und brandschatzt mit seiner Armee an der Front
- Lady Jocelyn (Shannyn Sossamon): Geliebte von William, weiß, was sie will, unkonventionell, fordernd, an Kleidern interessiert
- Geoffrey Chaucer (Paul Bettany): Schriftsteller und Herold von William, spielsüchtig, schließlich William gegenüber ergeben, wortgewandt, provoziert gerne
- Roland (Mark Addy): ehemals Knappe von Sir Hector, danach Knappe von William, ruhig, vernünftig, passt auf William auf, scheint sich in Christiana zu verlieben
- Wat (Alan Tudyk): ehemals Knappe von Sir Hector, danach Knappe von William, jähzornig, teilweise aggressiv, trägt mit Geoffrey Rangeleien aus
- Prinz Edward (James Purefoy): Deckname „Sir Thomas Colville“, auch „Schwarzer Prinz von Wales“ genannt, Königssohn, edel, tapfer, gerecht, leidet unter seiner Prominenz
- Kate (Laura Fraser): Schmiedin, fertigt für William eine neue Rüstung an, verträumt, versucht sich in der Männerwelt durchzusetzen, ruhig, innovativ
- John Thatcher (Christopher Cazenove): Dachdecker und Vater von William, blind, wünscht sich für seinen Sohn ein besseres Leben, stolz auf seinen Sohn
- Christiana (Bérénice Bejo): Zofe von Jocelyn

### Zeit und Erzählzeit
Es wird im Film keine Jahreszahl genannt. Aufgrund der Lebensdaten der zwei real existierenden Figuren (nach 1343, vor 1376) sowie dem geschichtlichen Hintergrund des Hundertjährigen Kriegs lässt sich eine Spielzeit um 1370 annehmen – davon ging auch Regisseur Brian Helgeland aus.
Weitere zeitliche Hinweise:
- Geoffrey Chaucer erwähnt sein Werk Das Buch der Herzogin (The Book of the Duchess), dieses wurde frühestens 1368 verfasst.
- Zudem ist davon die Rede, der Papst sei Franzose – dies war im 14. Jahrhundert von 1305 bis 1378 der Fall.
- Die Schlacht von Poitiers, wohin Adhemar von Prinz Edward gerufen wird, fand 1356 statt. Dies lässt sich allerdings nicht mit dem Alter von Geoffrey Chaucer im Film in Einklang bringen.

Drei Rückblenden zeigen William als Kind – diese Szenen spielen zwölf Jahre früher. Der Film umfasst einen Zeitraum von etwa vier Monaten.

### Konflikte

#### Adel vs. gemeiner Mann
Dieser Konflikt ist konstitutiv für den Handlungsverlauf, er treibt die Handlung voran. Zudem ist er das Haupt-Mittelalter-Motiv des Films.
- Trotz seiner einfachen Herkunft nimmt William an den dem Adel vorbehaltenen Ritterspielen teil. Sein Traum ist es, Champion und Ritter zu werden und ein besseres Leben zu führen. Auch der Adel war nicht immer adlig, sondern erkämpfte sich seine Position, sagt William zu Beginn des Films. Williams Haltung steht die Verteidigung bzw. Akzeptanz der bestehenden Gesellschaftsordnung gegenüber. Wat etwa ist anfangs gegenüber der Teilnahme an den Ritterspielen skeptisch und sagt: „Ruhm, Reichtum und Träume sind für Bauernsöhne nicht bestimmt.“ Adhemar ist die Figur, welche den Adel und die Unveränderbarkeit der Gesellschaftsstruktur verkörpert. Er versucht alles, um die Teilnahme Nicht-Adliger an den Turnieren zu verhindern und gibt William immer wieder zu erkennen, dass dieser nicht die Macht hat, den sozial höher gestellten Adhemar zu besiegen.
- Die Trennung zwischen einfachem Volk und Adel zeigt sich auch daran, dass der Adel die Ritterspiele von einer Empore weg verfolgt, das einfache Volk aber um die Arena herumsteht. Am Anfang des Films sprechen die Herolde nur den Adel an, wenn sie ihre Herren in der Arena ankündigen.
- Auflösung der Konfliktsituation: William kann sich schließlich trotz niederer Herkunft durch sein Verhalten das Rittertum erkämpfen und Jocelyn für sich gewinnen. Adhemar verliert beim Tjost gegen William und wird mit den Worten „Willkommen in der neuen Welt“ vom Pferd gestoßen. Die Herolde beginnen nach dem Vorbild Geoffrey Chaucers in der Arena bei ihren Reden auch das gemeine Volk anzusprechen.

#### Frauen vs. Männer
- Die zwei Frauenfiguren des Films werden anfangs von den Männern nicht ernst genommen: Schmiedin Kate wird von ihren Berufskollegen nicht akzeptiert. William lässt seine Rüstung nur widerwillig von einer Frau reparieren. Als Kate für ihn eine neue, leichte Rüstung entwickelt, glaubt er nicht an deren Stärke. Jocelyn wird von den Turnierteilnehmern eher als Trophäe wahrgenommen, statt als eigenständige Person. Alle Männer versprechen ihr, für sie das Turnier zu gewinnen, tun das jedoch mehr für den eigenen Ruhm. Für Adhemar sind Siegestrophäen und Pferde mehr wert als Frauen, wie er sagt. Auch William sagt im Frust, Frauen seien zu nichts zu gebrauchen, die Männer hätten schließlich die wichtigen Aufgaben zu erledigen, weshalb sich die Frauen nach den Männern richten müssten und nicht umgekehrt.
- Auflösung der Konfliktsituation: Kate wird in den Freundeskreis um William aufgenommen, als ihre Rüstung sich bewährt und sie William vor dem Bankett das Tanzen beibringt. Jocelyn bewahrt ihre Eigenständigkeit, indem sie den edlen Adhemar abweist, und sich trotz dessen einfacher Herkunft für William entscheidet. Sie bringt William dazu, seine Selbstbezogenheit abzulegen, indem sie ihn darum bittet, das Turnier für sie zu verlieren.

## Historischer Hintergrund

### Personen
Brian Helgeland zufolge orientiert sich die Geschichte am Aufstieg William Marshals (Guillaume le Maréchal) (1144–1219), der aus einfachen Verhältnissen stammte und schließlich – nicht zuletzt durch seine Erfolge als Turnierritter – erster Earl von Pembroke und Regent von England wurde.

## Umsetzung des Mittelalterstoffes

### Verbale Umsetzung
- Leute werden mit ihrem Titel, ihrer Berufsbezeichnung, ihrer Funktion angesprochen (im Deutschen jeweils in der 2. Person Plural): „Sir William“, „My lord“, „My lady“, „Count“, „Squire“, „Master Thatcher“, „my master“, „my liege“, „Father“ (William zu seinem Vater)
- Religiöse Elemente beim Sprechen: „My husband, God rest him, …“, „God loves you, William.“, „Then I may burn in hell.“, „The Virgin Mary is my witness …“
- Veraltete Wortformen: „nay“ anstatt „no“, „aye“ anstatt „yes“, „hoy“ anstatt „hey“, „thee“ oder „ye“ anstatt „you“, „shall“ anstatt „should“
- Mittelalterlich anmutende Ausdrücke: „to uncross her legs“ (zum ersten Mal mit ihr schlafen), „I have word“ (ich habe Kunde), „to gild the lily“ (weit ausholen), „Godspeed!“ (Good luck), „Oh my giddy aunt!“ (Ausruf, Oh Gott), „glory and riches“ (Ehre und Reichtum), „Behold my lord Ulrich!“ (Sehet meinen Herrn Ulrich)

### Anachronismen
- Turnierzirkus: Tjost wird als „Sport“, die Zuschauer als „Fans“ bezeichnet. Die Rüstungen erinnern an Sportbekleidung. Die Fans machen die Welle, versuchen einen auf sie zufliegenden Helm zu fangen (wie beim Baseball), sie schwingen Fähnchen und schminken sich mit dem Wappentier ihres Lieblingsritters. Die Herolde künden die Ritter wie Box- oder Wrestling-Champions an. Es gibt Fan-Gesänge, die an heutige Stadion-Gesänge erinnern. Das Turnier in London wird als Weltmeisterschaft bezeichnet. Die erfolgreichen Ritter werden wie Stars gefeiert und haben viele Verehrerinnen.
- Musik und Tanz: Der Film ist zu einem großen Teil mit moderner Musik unterlegt. Der Tanzstil ist ebenfalls modern. Offensichtlichster Anachronismus ist die bekannte Eingangsszene, in der die Tjost-Zuschauer zu We Will Rock You von Queen mitklatschen.
- Kleidung und Frisur: Vor allem die Kleider der Frauen sind mit modernen Elementen ausgestattet. Jocelyn ist farbig geschminkt und hat teilweise gefärbte Haare. Kate bringt das Nike-Zeichen auf Williams neuer Rüstung an.
- Gesellschaftsschichten: Das Verhalten der niederen Gesellschaftsschichten gegenüber dem Adel und gegenüber dem Klerus ist teilweise wenig respektvoll. Auch das Verhältnis zwischen den Geschlechtern wird eher modern dargestellt.
- Sprechen und Agieren: Die Sprache mutet zum Teil wenig mittelalterlich an. So werden Ausdrücke verwendet wie „Wow!“, „Hello!“, „Dirty son of a bitch!“ oder „Damn!“, Vornamen werden abgekürzt (Geoffrey – Geoff). Auch beim Agieren integriert der Film moderne Elemente – es wird abgeklatscht, in der Öffentlichkeit geküsst und sich umarmt. Emotionen werden offen und in moderner Weise gezeigt und die Figuren strahlen Lebensfreude aus.
- Die Frau, die für Adhemar die angespitzte Lanze hergestellt hat, erwähnt, dass sie aus Zuckerwatte und Schuhcreme besteht. Die Schuhcreme wurde erst 1901 patentiert, die Zuckerwatte erst 1897 erfunden.
- Der Name Jocelyn/Joscelin war zum Zeitpunkt der Handlung ein ausnahmslos männlicher Name. Erst mehrere Jahrhunderte später wurde er vermehrt als Frauenname genutzt.

## Dreharbeiten
- Die Handlung spielt vor dem Hintergrund einer „Tjosten-Liga“, in der es ein Rang- und Punktesystem gibt. Die Drehbuchautoren orientierten sich hierbei an bekannten Ligen, wie den europäischen Fußballmeisterschaften. Dabei ergibt ein Körpertreffer einen Punkt, ein Kopftreffer zwei Punkte, und wer den Gegner vom Pferd stößt, erhält drei Punkte. Das Ende des Films ist gleichzeitig das „Finale“ des Turniers.
- Die abschließende Version von We Are the Champions der Gruppe Queen wurde von Robbie Williams gesungen und gemeinsam mit Brian May und Roger Taylor neu aufgenommen.
- Heath Ledger schlug dem Regisseur mit einem Besen einen Schneidezahn aus, als sie den Bewegungsablauf für eine Tjost-Szene ausprobierten.
- Damit die Lanzen überzeugend splittern würden, ohne die Stuntmänner ernsthaft zu verletzen, wurden sie aus leicht brechendem Holz hergestellt, ausgehöhlt und mit ungekochten Linguine gefüllt.
- Die erste Szene, in der zwei Ritter tjosten und einer von der Lanze getroffen vom Pferd fällt, zeigt einen Unfall, der bei den Dreharbeiten zu einer späteren Szene dem Stuntman von Heath Ledger passierte. Er bekam die Lanze seines Gegners an den Kopf und fiel bewusstlos vom Pferd.
- In einer Filmszene in London ist eine speziell angefertigte, mittelalterliche Version des London Eye zu sehen.
- Paul Bettany bekam eine Kehlkopfentzündung, weil er als Herold laut schreien musste.
- Zur Kennzeichnung ihrer Arbeit versieht Kate die von ihr für William gefertigte Rüstung mit dem Nike-Logo in doppelter Ausführung.
- In der Szene nach Heath Ledgers erstem Schwertkampf machte Paul Bettany eine Ansage als Herold. Den tschechischen Statisten wurde allerdings nicht gesagt, dass sie nach der Ansage jubeln sollten. Mark Addy jubelte vor und die Tschechen jubelten nach. Eigentlich ist die Szene ein Outtake, wurde allerdings im Film gelassen.

## Deutsche Synchronfassung
Die deutsche Synchronisation entstand in einem Studio der PPA Film, der Synchronfirma des Synchronsprechers Pierre Peters-Arnolds in München. Das Dialogbuch verfasste Pierre Peters-Arnolds, Synchronregie führte Axel Malzacher.
| Darsteller             | Deutscher Sprecher    | Rolle                                |
| ---------------------- | --------------------- | ------------------------------------ |
| Heath Ledger           | Simon Jäger           | William Thatcher                     |
| Rufus Sewell           | Pierre Peters-Arnolds | Graf Adhemar                         |
| Paul Bettany           | Philipp Moog          | Chaucer                              |
| Laura Fraser           | Veronika Neugebauer   | Kate                                 |
| Shannyn Sossamon       | Elisabeth Günther     | Lady Jocelyn                         |
| Roger Ashton-Griffiths | Michael Rüth          | Alter Bischof                        |
| James Purefoy          | Udo Wachtveitl        | Edward, der schwarze Prinz von Wales |
| Mark Addy              | Jan Odle              | Roland                               |
| Nick Brimble           | Harald Dietl          | Sir Hector                           |
| Alan Tudyk             | Benedikt Weber        | Wat Falhurst                         |

## Auszeichnungen
Paul Bettany erhielt den London Critics Circle Film Award in der Kategorie „Britischer Nebendarsteller“.
Erfolgreich waren auch die Stuntmänner von Ritter aus Leidenschaft. Pascal Madura erhielt bei den Taurus Awards 2002 eine Auszeichnung für den besten Tierstunt und Thomas DuPont für den härtesten Schlag. DuPont war daneben auch noch für den besten Tierstunt nominiert.
Eine Nominierung für den World Soundtrack Award ging an Carter Burwell als Soundtrack-Komponist.
Shannyn Sossamon und Heath Ledger waren für den Teen Choice Award in der Kategorie Film – Choice Chemistry nominiert und Ritter aus Leidenschaft als bestes Drama.
Shannyn Sossamon war zusammen mit Heath Ledger für den MTV Movie Award nominiert in den Kategorien „Bester Kuss“ und „Beste Musicalsequenz“ und alleine als weibliche Newcomerin.
Francine Maisler war von der Casting Society of America für das beste Casting für eine Komödie nominiert.